# Speech Dispatcher
Der Speech Dispatcher (speechd) ist eine freie Software zur Sprachausgabe, die den Zugriff auf Sprachsynthese-Backends vereinheitlicht. Sie stellt einen Daemon bereit, zu dem sich Client-Programme mit dem Speech Synthesis Independent Protocol (SSIP) über eine TCP-Verbindung verbinden können, um zur Sprachausgabe über eine einheitliche Programmierschnittstelle Sprachsynthese-Backends ansteuern zu können. Es existiert eine Reihe von Ausgabemodulen für eine Reihe von Sprachsynthese-Programmen wie eSpeak, Festival oder IBM TTS.
Weiterhin abstrahiert Speech Dispatcher auch verschiedene Tonausgabesysteme wie OSS, ALSA und PulseAudio.
Im Rahmen des Projektes wird auch eine Reihe von Bibliotheken für jeweils unterschiedliche Programmiersprachen (C, C++, Java, Lisp) geschrieben, die das Speech Synthesis Independent Protocol implementieren, um Programmierern der jeweiligen Sprache einfach zu machen, die Fähigkeit zur Sprachausgabe über den Speech Dispatcher in einer Anwendung einzubauen.
Speech Dispatcher wird als freie Software unter den Bedingungen der GNU General Public License (GPL) verbreitet. Die erste Version (0.0.1) erschien Anfang 2001.

## Verwendung
speechd ist Teil der ADRIANE-Oberfläche von Knoppix und die Navigationssoftware Navit verwendete speechd zur Sprachausgabe. Über ein alternatives Backend für Orca steht speechd Programmen wie der Gnome-Oberfläche und OpenOffice.org zur Verfügung. Seit KDE 4 basiert das entsprechende KDE Text-to-Speech System (KTTS) ebenfalls auf speechd.